# Fire / Hit Me!
"Fire" / "Hit Me!" är debutsingeln av den svenska rockgruppen The Sounds som utgörs av de två A-sidorna "Fire" och demoversionen till "Hit Me!". Dessa två låtar återfinns också på debutalbumet Living in America, 2002. Singeln, som utgavs i augusti, har uppnått 26:e placering på den svenska singellistan. En musikvideo har gjorts till "Hit Me!".
"Hit Me!" är kanske mest känd för användandet av saxofon, som framfördes av Nicolas Rodriguez. Detta instrument valde gruppen själva att överge på senare material, där endast synthesizer och elgitarr stått i centrum.

## Inspelning
Båda låtarna är inspelade 2002 vid musikstudiorna Ljudhavet och Bonehouse i Stockholm.

## Låtlista
Låtarna skrivna av The Sounds.
1. "Fire" – 3:14
2. "Hit Me!" (demo) – 2:18

## Listplaceringar
| Listor (2002)        | Högsta placering |
| -------------------- | ---------------- |
| Svenska singellistan | 26               |